# Peter Bosz
Peter Bosz (prononcé en néerlandais : [ˈpeːtər ˈbɔs]), né le 21 novembre 1963 à Apeldoorn (Pays-Bas), est un ancien footballeur international néerlandais, reconverti en entraîneur,  actuel entraîneur du PSV Eindhoven.
Joueur professionnel durant dix-huit ans, il joue essentiellement dans son pays natal (Vitesse Arnhem, AGOVV Apeldoorn, RKC Waalwijk, Feyenoord et NAC Breda). Il connaît aussi une expérience en Allemagne (FC Hansa Rostock), au Japon (JEF United Ichihara) après s'être révélé en France, au Sporting Club de Toulon. Il évolue au poste de milieu de terrain durant les années 1980 et 1990.
Après avoir entraîné les clubs néerlandais De Graafschap, Heracles Almelo (2004-2006, 2010-2013), Vitesse Arnhem (2013-2015) et israélien du Maccabi Tel-Aviv (2016), Peter Bosz dirige notamment l'Ajax Amsterdam (2016-2017), le Borussia Dortmund (2017), le Bayer Leverkusen (2018-2021) et l'Olympique lyonnais (2021-2022).

## Biographie

### Carrière de joueur
Peter Bosz joue en Division 2 aux Pays-Bas, lorsque le SC Toulon, pensionnaire de Division 1, le recrute pour sa première expérience à l'étranger. Il y effectue trois saisons pleines, mais les résultats du club toulonnais sont chaotiques et sa gestion financière désastreuse, ce qui la rétrograde en deuxième division en 1993.
Bosz signe alors au Feyenoord Rotterdam et connaît la consécration dans son pays. Il devient international néerlandais, dispute l'Euro 1992 et gagne ses principaux titres et découvre la Coupe d'Europe, avec notamment deux demi-finales de Coupe d'Europe des vainqueurs de coupe en 1992 et 1996. 
Sa fin de carrière l'emmène en Allemagne et au Japon, respectivement au FC Hansa Rostock et au JEF United Ichihara. Il prend sa retraite en 1999, dix-huit ans après avoir commencé sa carrière.

### Carrière d'entraîneur
Son entraîneur à Toulon, Rolland Courbis se souvient : « Je n’ai pas été du tout surpris qu’il devienne un coach de qualité. Peter Bosz avait déjà la vocation en tant que joueur. Les questions qu’il se posait, les discussions que l’on pouvait avoir ne laissaient aucun doute. ».
Bosz commence sa carrière d'entraîneur à Apeldoorn, au niveau amateur et se souvient en 2015 « cette expérience m'a forgé parce que tu dois tout faire par toi-même. C'était une équipe très ambitieuse qui voulait jouer au niveau professionnel. Pour ça, il fallait être champion des Pays-Bas amateur ».
Lorsqu'il devient entraîneur de Heracles Almelo, il découvre le football moderne, fait d'innovations comme l'analyse vidéo et de données.
Douzième d'Eredivisie en février 2015, son Vitesse Arnhem engrange 19 points sur 21 possibles et monte sept places plus haut dans le classement. Bosz se fait remarquer en dirigeant l'équipe qui tire le plus au but du championnat hollandais. Hugo Borst, journaliste néerlandais, dit alors de son équipe qu'elle est la plus agréable à voir jouer en Eredivisie.

#### Ajax Amsterdam (2016-2017)
En 2016, il rejoint l'Ajax Amsterdam où il obtient de bons résultats avec une plusieurs joueurs issus d'Eredivisie, obtenus en prêts et achats comme Bertrand Traoré (prêté par Chelsea), Hakim Ziyech (acheté au club de Twente), ou issus du centre de formation de l'Ajax tels que Davy Klaassen et Kasper Dolberg. Il emmène son équipe jusqu'en finale de la Ligue Europa perdue 2 à 0 face à Manchester United.

#### Borussia Dortmund (2017-2018)
Le 6 juin 2017, Peter Bosz est nommé entraîneur du Borussia Dortmund à la place de Thomas Tuchel. Dès la fin d'année, dans le Derby de la Ruhr face à Schalke 04, l'équipe mène 4-0 à la 60e mais se fait rejoindre (4-4). Le club est alors huitième de Bundesliga, tandis qu'il vise le podium voire le titre. Au bout de seulement six mois, après vingt-quatre matches toutes compétitions confondues dont dix défaites, Bosz est remercié. Dès son licenciement, plusieurs clubs néerlandais ou étrangers se renseignent.

#### Bayer Leverkusen (2018-2021)
Le 23 décembre 2018, Peter Bosz est nommé à la tête du Bayer Leverkusen, où il remplace Heiko Herrlich. Il qualifie le Bayer pour la Ligue des champions 2019-2020 et l'emmène jusqu’en finale de la Coupe d’Allemagne 2020, perdue face au Bayern Munich (2-4). En août 2020, lorsque des rumeurs placent le sélectionneur néerlandais Ronald Koeman à Barcelone pour la saison qui va s'ouvrir, le nom de Bosz est évoqué pour éventuellement lui succéder, aux côtés de Louis van Gaal et Frank de Boer[réf. nécessaire]. Ce dernier est finalement retenu à la suite du départ de Koeman. Son début d’exercice 2020-2021 est excellent puisqu’il se retrouve leader de Bundesliga à la fin de l’année 2020. Pour autant, après la trêve hivernale, l’équipe enchaîne les mauvais résultats et Bosz est alors licencié le 23 mars 2021.

#### Olympique lyonnais (2021-2022)
Peter Bosz devient le 30 ème entraîneur de l'Olympique lyonnais le 29 mai 2021. Pour sa première conférence de presse, il explique vouloir imposer une « philosophie de jeu offensive et attractive ».
Mais dès sa première saison, son bilan sera mitigé, et ce malgré un bon parcours en Ligue Europa (élimination contre West Ham United en quarts de finale), l'OL ne parvenant pas à se qualifier pour une compétition européenne en finissant à une décevante 8ème place au classement de Ligue 1.
En dépit d'un mercato ambitieux avec notamment les retours d'Alexandre Lacazette et de Corentin Tolisso, la saison suivante ne sera guère meilleure. Après un début de saison sans encombre face à des adversaires à leur portée, mais des complications contre des adversaires plus coriaces (Paris , Lorient, Lens). Le sort du coach néerlandais sera scellé après une énième contre-performance, cette fois-ci contre le Toulouse FC, à domicile. Le capitaine du soir, Lacazette, mettra d'ailleurs en doute les choix tactiques de Bosz publiquement, montrant une rupture entre le staff et les joueurs.
L'OL annoncera la mise à pied du néerlandais le 9 octobre 2022. 
Peter Bosz est reconnu pour être un entraîneur loyal et très humain. Il est également réputé pour dire de pleine voix de ce qu'il pense des performances de son équipe. Durant son passage à Lyon le coach néerlandais a toujours essayé de trouver la meilleure solution et les meilleurs arguments mais malheureusement tout ne s'est pas passé comme prévu.[réf. nécessaire]

#### PSV Eindhoven (depuis 2023)
Le 12 juin 2023, il devient l'entraîneur du PSV Eindhoven en y signant un contrat de trois ans.  
Avec le PSV Eindhoven, il remporte deux championnats des Pays-Bas ainsi qu'une supercoupe des Pays-Bas lors de ses deux premières saisons.

## Style de jeu
Avant tout milieu de terrain, Peter Bosz est un joueur polyvalent, capable d’évoluer en tant que défenseur si besoin.
En tant qu'entraîneur, Peter Bosz est connu pour sa philosophie de jeu. Inspiré par Pep Guardiola, lui-même inspiré par ses compatriotes Johan Cruyff et Rinus Michels, il prône un jeu offensif basé sur la possession du ballon et une intensité importante à la perte de la balle. « Je n'essaie pas seulement de gagner, mais aussi de provoquer de l'enthousiasme chez les gens. Je pense que les fans attendent d'une équipe qu'elle ait la possession, qu'elle se crée beaucoup d'occasions et bien sûr, qu'elle marque beaucoup de buts », confiait-il en 2015 alors à la tête du Vitesse Arnhem,.
Peter Bosz n’a pas peur également de s’appuyer sur de très jeunes joueurs.

## Statistiques

### Statistiques de joueur
| Saison                | Club                  | Championnat           | Championnat | Championnat | Coupe(s) nationale(s) | Coupe(s) nationale(s) | Compétition(s) continentale(s) | Compétition(s) continentale(s) | Compétition(s) continentale(s) | Pays-Bas | Pays-Bas | Total | Total |
| Saison                | Club                  | Division              | M.          | B.          | M.                    | B.                    | Comp.                          | M.                             | B.                             | M.       | B.       | M.    | B.    |
| 1981-1982             | Vitesse Arnhem        | ?                     | -           | -           | -                     | -                     | -                              | -                              | -                              | -        | -        | 0     | 0     |
| 1982-1983             | Vitesse Arnhem        | ?                     | -           | -           | -                     | -                     | -                              | -                              | -                              | -        | -        | 0     | 0     |
| 1983-1984             | Vitesse Arnhem        | ?                     | -           | -           | -                     | -                     | -                              | -                              | -                              | -        | -        | 0     | 0     |
| Sous-total            | Sous-total            | Sous-total            | -           | -           | -                     | -                     | -                              | 0                              | 0                              | 0        | 0        | 0     | 0     |
| 1984-1985             | AGOVV Apeldoorn       | ?                     | -           | -           | -                     | -                     | -                              | -                              | -                              | -        | -        | 0     | 0     |
| 1985-1986             | RKC Waalwijk          | ?                     | -           | -           | -                     | -                     | -                              | -                              | -                              | -        | -        | 0     | 0     |
| 1986-1987             | RKC Waalwijk          | ?                     | -           | -           | -                     | -                     | -                              | -                              | -                              | -        | -        | 0     | 0     |
| 1987-1988             | RKC Waalwijk          | D2                    | -           | -           | -                     | -                     | -                              | -                              | -                              | -        | -        | 0     | 0     |
| Sous-total            | Sous-total            | Sous-total            | -           | -           | -                     | -                     | -                              | 0                              | 0                              | 0        | 0        | 0     | 0     |
| 1988-1989             | SC Toulon             | D1                    | 24          | -           | 4                     | -                     | -                              | -                              | -                              | -        | -        | 28    | 0     |
| 1989-1990             | SC Toulon             | D1                    | 34          | -           | 2                     | 1                     | -                              | -                              | -                              | -        | -        | 36    | 1     |
| 1990-1991             | SC Toulon             | D1                    | 35          | -           | 3                     | -                     | -                              | -                              | -                              | -        | -        | 38    | 0     |
| Sous-total            | Sous-total            | Sous-total            | 93          | 0           | 9                     | 1                     | -                              | 0                              | 0                              | 0        | 0        | 102   | 1     |
| 1991-1992             | Feyenoord             | D1                    | 33          | 1           | -                     | -                     | -                              | 6                              | 1                              | 6        | -        | 45    | 2     |
| 1992-1993             | Feyenoord             | D1                    | 27          | 2           | 1                     | -                     | -                              | 5                              | -                              | -        | -        | 33    | 2     |
| 1993-1994             | Feyenoord             | D1                    | 27          | -           | 1                     | -                     | -                              | 3                              | -                              | -        | -        | 31    | 0     |
| 1994-1995             | Feyenoord             | D1                    | 32          | 1           | 3                     | -                     | -                              | 5                              | -                              | 2        | -        | 42    | 1     |
| 1995-1996             | Feyenoord             | D1                    | 30          | 2           | 1                     | -                     | -                              | 5                              | -                              | -        | -        | 36    | 2     |
| 1996-1997             | Feyenoord             | D1                    | 5           | -           | -                     | -                     | -                              | -                              | -                              | -        | -        | 5     | 0     |
| Sous-total            | Sous-total            | Sous-total            | 154         | 6           | 6                     | 0                     | -                              | 23                             | 1                              | 8        | 0        | 191   | 7     |
| 1996                  | JEF United            | D1                    | -           | -           | -                     | -                     | -                              | -                              | -                              | -        | -        | 0     | 0     |
| 1997                  | JEF United            | D1                    | -           | -           | -                     | -                     | -                              | -                              | -                              | -        | -        | 0     | 0     |
| Sous-total            | Sous-total            | Sous-total            | -           | -           | -                     | -                     | -                              | 0                              | 0                              | 0        | 0        | 0     | 0     |
| 1997-1998             | Hansa Rostock         | D1                    | 14          | -           | -                     | -                     | -                              | -                              | -                              | -        | -        | 14    | 0     |
| 1998-1999             | NAC Breda             | D1                    | -           | -           | -                     | -                     | -                              | -                              | -                              | -        | -        | 0     | 0     |
| 1999                  | JEF United            | D1                    | -           | -           | -                     | -                     | -                              | -                              | -                              | -        | -        | 0     | 0     |
| Total sur la carrière | Total sur la carrière | Total sur la carrière | 261         | 6           | 15                    | 1                     | -                              | 24                             | 1                              | 8        | 0        | 308   | 8     |

### Statistiques d'entraîneur
| Club               | Début            | Fin              | Résultats | Résultats | Résultats | Résultats | Résultats |
| Club               | Début            | Fin              | M         | V         | N         | D         | V. %      |
| ------------------ | ---------------- | ---------------- | --------- | --------- | --------- | --------- | --------- |
| AGOVV Apeldoorn    | 1er juillet 2000 | 30 juin 2002     | 52        | 33        | 9         | 10        | 63,46     |
| De Graafschap      | 1er juillet 2002 | 30 juin 2003     | 40        | 10        | 6         | 24        | 25,00     |
| Heracles Almelo    | 1er juillet 2004 | 30 juin 2006     | 80        | 42        | 12        | 26        | 52,50     |
| Heracles Almelo    | 1er juillet 2010 | 30 juin 2013     | 116       | 44        | 25        | 47        | 37,93     |
| Vitesse Arnhem     | 1er juillet 2013 | 3 janvier 2016   | 103       | 46        | 27        | 30        | 44,66     |
| Maccabi Tel-Aviv   | 4 janvier 2016   | 1er juillet 2016 | 20        | 12        | 7         | 1         | 60,00     |
| Ajax Amsterdam     | 1er juillet 2016 | 6 juin 2017      | 56        | 36        | 11        | 9         | 64,28     |
| Borussia Dortmund  | 6 juin 2017      | 10 décembre 2017 | 24        | 8         | 7         | 9         | 33,33     |
| Bayer Leverkusen   | 23 décembre 2018 | 23 mars 2021     | 108       | 60        | 15        | 33        | 55,55     |
| Olympique lyonnais | 1er juillet 2021 | 9 octobre 2022   | 59        | 27        | 17        | 15        | 45,76     |
| PSV Eindhoven      | 1er juillet 2023 |                  | 100       | 69        | 17        | 14        | 69,0      |
| Total              | Total            | Total            | 763       | 391       | 154       | 218       | 51,25     |

## Palmarès

### Palmarès de joueur
| - Championnat des Pays-Bas (1) : - Champion : 1992-93. - Coupe des Pays-Bas (3) : - Vainqueur : 1991-92, 1993-94 et 1994-95. |  | - Championnat des Pays-Bas D2 (1) : - Champion : 1987-88. |

### Palmarès d'entraineur
| - Championnat des Pays-Bas amateur (1) : - Champion : 2001-02. |  | - Championnat des Pays-Bas D2 (1) : - Champion : 2004-05. - Coupe des Pays-Bas : - Finaliste : 2011-12. |  | - Ligue Europa : - Finaliste : 2016-17. |

#### Bayer Leverkusen
- Coupe d'Allemagne :
  - Finaliste : 2019-20.

#### PSV Eindhoven
- Championnat des Pays-Bas (2) :
  - Champion : 2023-24 et 2024-25.
- Supercoupe des Pays-Bas de football (2) :
  - Vainqueur : 2023 et 2025.

### Distinctions personnelles
- Médaille du Fair Play de la Fédération Allemande de football en 2021[8].
- Rinus Michels Awards du meilleur entraîneur de l'Eredivisie en 2017[9].